# Felicja
Felicja – imię żeńskie pochodzenia łacińskiego, żeński odpowiednik imienia Feliks, o tym samym znaczeniu.
W Polsce poświadczone od XIV wieku (1341 r.) w formie Felicyja, (wsł.) Filicyja. Staropolskie zdrobnienia to: Felka, Felina (też odrębne imię, nienotowane w dawnej Polsce), Fila (także od Filomena), Filka.
Felicja imieniny obchodzi:
- 24 stycznia[3][4],
- 7 marca[3][4],
- 27 kwietnia[4], jako wspomnienie św. Felicji z Nikomedii,
- 30 września, jako wspomnienie bł. Felicji Medy z Mediolanu, ksieni.

## Osoby o imieniu Felicja
- Felicja Curyłowa – artystka ludowa, malarka ze wsi Zalipie
- Felicia Day – amerykańska aktorka
- Felicia Hemans – angielska poetka epoki romantyzmu
- Felicja Fornalska – polska działaczka ruchu robotniczego
- Felicja Kruszewska – polska poetka i dramatopisarka
- Felicja Przedborska  – polska poetka i działaczka oświatowa
- Felicja Rymarkiewiczowa – polska działaczka kulturalna i społeczna
- Teresa Felicja Burbon – siódma córka, a dziewiąte z kolei dziecko króla Francji – Ludwika XV i Marii Leszczyńskiej
- Felicja Stendigowa – polska dziennikarka, eseistka, feministka i socjolożka.